# فورد اف - سلسلة الجيل السابع
فورد اف -سلسلة الجيل السابع (بالإنجليزية: Ford F-Series seventh generation)‏ هي سيارة أنتجت في 1980 وتوقف إنتاجها في 1986.